# Ljudi s Neretve
Ljudi s Neretve, hrvatski dokumentarni film iz 1966. godine o životu ljudi u delti Neretve.
Prikazan je specifičan život u močvarnoj delti Neretve čiji se znatan dio aktivnosti obavlja u tradicionalnim neretvanskim plovilima: lađi i trupici. U filmu nema pripovjedača, dijaloga ili izravnih najava. Najvećim je dijelom snimljen u blizini mjesta Vid. Film je nagrađen Nagradom za režiju na Festivalu jugoslavenskog dokumentarnog i kratkometražnog filma u Beogradu.